# Aa Gale Lag Jaa
Aa Gale Lag Jaa (bra/prt: Sofrimento de Amor) é um filme indiano de 1973. O filme foi um êxito de bilheteira cotado em nº 10 dos maiores êxitos do ano de 1973.

## Sinopse
Preeti é uma jovem estudante de medicina de uma família rica. Durante uma aula de primeiros-socorros, Preeti conhece Prem, um jovem de família pobre, que foi serviu de "cobaia" nessa aula. Prem vê em Preeti a sua futura esposa, e decide conquistá-la. Num dia de passeio na neve, Preeti acidentalmente cai num lago gelado, sendo salva por Prem. Sem transporte, os dois abrigam-se numa cabana e para impedir que Preeti entrasse em hipotermia, Prem põe em prática o que ouviu na aula de primeiros-socorros: na falta de mais recursos, devemos aquecer o paciente com o nosso próprio corpo. Preeti engravida, mas o seu pai não aceita a sua relação com o jovem pobre, e arranja forma de os separar. Quando a criança nasce, o pai de Preeti dá a criança para Prem criar e diz-lhe que Preeti não a quer; por outro lado diz a Preeti que o bebé nasceu morto. Anos mais tarde Preeti e Prem reencontram-se, quando Prem procura um médico que se diz capaz de curar o seu filho, que tem dificuldade em andar. Preeti não sabe que aquela criança é seu filho e Prem pensa que Preeti abandonou o filho.

## Elenco
| Actor/Actriz      | Papel       |
| ----------------- | ----------- |
| Shashi Kapoor     | Prem        |
| Sharmila Tagore   | Preeti      |
| Shatrughan Sinha  | Dr. Amar    |
| Om Prakash        | Heera Chand |
| Jagdeep           | Jaggi       |
| Shubha Khote      | Nurse Julie |
| Gajanan Jagirdar  | Dr. Saxena  |
| Sulochana Latkar  | Mãe de Prem |
| Poonam Sinha      | Tikki       |
| Jillani           |             |
| Yogesh Khandelwal |             |
| Hari Kapoor       |             |
| Maqbool           |             |
| Prathiba          |             |
| Master Tito       |             |

## Banda sonora
- Vaada Karo ...Kishore Kumar e Lata Mangeshkar
- Na Koi Dil Main Samaya ....Kishore Kumar
- Tera Mujhse Hain Pehle Ka Nata Koi \ Jaane Tu ... YaJaane Naa .....Kishore Kumar e Sushma Shrestha
- Aye Mere Bete - Kishore Kumar e Sushma Shrestha